# Valladolid (Negros Occidental)
Valladolid ist eine philippinische Gemeinde in der Provinz Negros Occidental auf der Insel Negros. Sie hat 37.833 Einwohner (Zensus 1. August 2015), die in 16 Barangays leben. Sie gehört zur 4. Einkommensklasse der Gemeinden auf den Philippinen und wird als partiell urbanisiert beschrieben.
Sie liegt etwa 31 km südwestlich von Bacolod City. Die Reisezeit beträgt rund 45 Minuten mit dem Bus oder Jeepney, mit dem Auto ungefähr 30 Minuten. Ihre Nachbargemeinden sind Pulupandan im Norden, La Carlota City im Osten, San Enrique im Süden und im Westen grenzt die Gemeinde an die Guimaras-Straße.
Im Gemeindegebiet befindet sich die Our Lady of Guadalupe Kirche, der größte Kirchenbau in der Provinz Negros Occidental, die 1851 erbaut wurde. Das Balay Dolid Museum (Valladolid Community Museum) informiert den Besucher über die Geschichte der Gemeinde.

## Barangays
| - Alijis - Ayungon - Bagumbayan - Batuan - Bayabas - Central Tabao - Doldol - Guintorilan | - Lacaron - Mabini - Pacol - Palaka - Paloma - Poblacion - Sagua Banua - Tabao Proper |